# Сценический характер
Сценический характер — сценический тип (образ, индивидуальность), который создаёт актёр, играя в спектакле. От обычного характера, встречающегося в повседневной жизни, сценический характер отличается своим эстетическим качеством. В нём, все элементы внутренней и внешней характеристики подчинены художественному замыслу, выступают в строгом единстве. Правда и выразительность сценического характера проверяются общим замыслом роли, главной идеей спектакля.

## Создание сценического характера
Создавая сценический характер, актёр не может не принимать во внимание художественного направления, которому принадлежит пьеса (реалистическое, романтическое и другие), её жанровых особенностей (комедия, психологическая драма, трагедия), авторской манеры, методов, приёмов и стиля (Шекспир, Чехов). Создание сценического характера — главная цель актёрского творчества. Она осуществляется на протяжении спектакля как результат участия актёра в драматическом действии, выполнения исполнителем сценических задач. В театре, где жизнь изображается посредством действия, то есть через столкновение и становление характеров людей, их мировоззрений, где общественные процессы преломлены и отражены в образе людей, в их сознании, психологии, характер сценический является главным ключом к постижению жизни, её закономерностей, противоречий и связей. А. Д. Попов так говорил по поводу необходимости создания актёром сценического характера: 
Верно и тонко воплотить человеческий характер актёр может только в системе сценических образов, осознав свою зависимость от них.
Выдающийся российский театральный режиссёр Андрей Гончаров был глубоко убеждён, что сценический характер должен быть заложен в индивидуальности актера.